# Нафтогазова промисловість Саудівської Аравії
Нафтогазова промисловість Саудівської Аравії
Основний продуцент нафти в країні на межі XX-XXI ст. – компанія «Арабієн амерікен ойл компані» (АРАМКО). З початку 1970-х років вона знаходиться під контролем уряду Саудівської Аравії, а до цього цілком належала консорціуму американських компаній. У 1992 добувалося бл. 1,15 млн т/день, причому 97 % видобутку припадало на АРАМКО. Видобуток нафти ведеться і іншими, дрібнішими компаніями, такими, як японська «Арабієн ойл компані», що діє в прибережних водах недалеко від кордону з Кувейтом, і «Гетті ойл компані», яка видобуває нафту на суші в районі кордону з Кувейтом. У 1996 квота Саудівської Аравії, що визначається ОПЕК, становила бл. 1,17 млн т/день.
Найбільші родовища нафти розташовані в східній частині країни, на узбережжі Перської затоки (зокрема, родовище Зулуф) або на шельфі. Важливим чинником розвитку нафтової промисловості є близькі і взаємовигідні відносини, що склалися між АРАМКО і Саудівською Аравією. Діяльність АРАМКО сприяла притоку в країну кваліфікованих кадрів і створенню нових робочих місць для саудівців.
У 2003 р. річний видобуток нафти в Сауд. Аравії оціночно становив 480 млн т – найбільший за останні 20 років. Саудівська Аравія з 2003 р. готова добувати по 9-9.5 млн бар. нафти на добу (450—475 млн т на рік) і може швидко збільшити видобуток до 10-10,5 млн бар./добу (500—525 млн т на рік). [Petroleum Economist. 2003. V.70].
До 2007 р. Саудівська Аравія планувала добувати 600 млн тонн нафти на рік. Національна нафтова компанія Saudi Aramco оголосила про свої плани збільшення до 2007 року нафтовидобутку до рівня 11-12 млн бар./добу (до 600 млн т на рік). При цьому видобуток із знову відкритих родовищ складе близько 1.75 млн бар./добу [Petroleum Economist. 2003. V.70, Р. 6].
Нафта, що забезпечує основні надходження від експорту, постачається в США, Японію і Західну Європу. З 1999 р. в Саудівській Аравії почалося здійснення широкомасштабної програми ГРР на газ. Компанія Saudi Aramco пробурила серію газових свердловин (Манджура, Харадх, Вакр, Шама, Шаден, Вудайхі і Тінат) на сході і в центральній частині країни. У вересні 2000 р. у свердловині Газаль-1 (Ghazal-1), пробуреній за 150 км на схід від м. Ріяд на південному фланзі родовища Гавар, отримані притоки в 1.1 млн м3/добу газу і 632 т/добу конденсату.
Участю в розвитку видобутку саудівського газу цікавляться російська компанія Газпром і міжнародні корпорації Exxon/Mobil і Shell. Exxon/Mobil планує працювати на родовищі Південний Гавар, Shell – освоювати родовища Шайба.
У 2014 р. видобуток нафти в країні склав 9,683 млн барелів на добу, у 2015 р. — 10,266 млн барелів на добу Одночасно підвищується експорт нафти.